# Niania (film 2005)
Niania (ang. Nanny McPhee) – brytyjski film komediowy wyprodukowany w 2005 roku na podstawie książki Christianny Brand.

## Opis fabuły
|  |

Akcja rozgrywa się w wiktoriańskiej Anglii. Głównym bohaterem jest samotny wdowiec – Pan Brown (Colin Firth). Nie udaje mu się pogodzić pracy w zakładzie pogrzebowym z wychowaniem siódemki dzieci, zatrudnia więc kolejne nianie, które szybko jednak rezygnują z pracy, bo niesforne dzieci wpędzają je w histerię. Pewnego wieczora, gdy w domu panuje straszliwa atmosfera bo dzieci wparowały do kuchni zjawia się kobieta bardzo tajemnicza, o nieciekawym wyglądzie, jest to Niania McPhee (Emma Thompson). Planuje ona zrealizować 5 ważnych dla dzieci lekcji. Po każdej udanej lekcji zmienia się na lepsze wygląd niani (znikanie brodawek, nowa fryzura itp.). Oprócz niesfornych dzieci pan Brown ma inny problem – musi ożenić się do końca miesiąca, w przeciwnym razie jego ciotka Adelajda (Angela Lansbury) przestanie utrzymywać jego oraz dzieci finansowo. Gdy sfrustrowany Brown nie wie jak postąpić, pojawia się ostatnia deska ratunku. Jest nią szalona, rozpustna i nieciekawa dama Selma Chyżo (Celia Imrie). Dzieci robią wszystko, aby jednak nie doszło do ślubu. Udaje im się to, gdy w ostatniej chwili rozpętują ciastkową wojnę. Obrażona Selma Chyżo rezygnuje ze ślubu, a pan Brown bierze za żonę swą służącą Ewangelinę (Kelly Macdonald), pomocnicę szalonej i złośliwej domowej kucharki – Pani Bombastyk (Imelda Staunton).

## Wersja polska
Opracowanie wersji polskiej: Start International Polska

Reżyseria: Joanna Wizmur

Dialogi polskie: Joanna Serafińska
Dźwięk i montaż: Janusz Tokarzewski
Kierownictwo produkcji: Elżbieta Araszkiewicz

W wersji polskiej udział wzięli:
- Tomasz Kot – Pan Brown
- Joanna Szczepkowska – Niania McPhee
- Mirosława Dubrawska – Ciotka Adelajda
- Magdalena Walach – Ewangelina
- Ewa Telega – Pani Bombastyk
- Agata Kulesza – Pani Selma Chyżo
- Wojciech Duryasz – Pan Hop (Mr. Oliphant)
- Stanisław Brejdygant – Pan Siup (Mr. Wheen)
- Elżbieta Bednarek – Letycja
- Kajetan Lewandowski – Simon Brown
- Julia Jędrzejewska – Tora Brown
- Monika Błachnio – Chrissy Brown
- Piotr Brzywczy – Sebastien Brown
- Beniamin Lewandowski – Eryk Brown
- Maja Cygańska – Lilly
- Tomasz Steciuk – Pastor
- Joanna Wizmur – Pani Bażant

oraz
- Andrzej Lampert

i inni